# Jackson Brundage
Jackson Timothy Brundage (* 21. Januar 2001 in Los Angeles, Kalifornien) ist ein US-amerikanischer Kinderdarsteller.

## Leben
Brundage hat einen jüngeren Bruder und zwei ältere Schwestern. 2008 hatte er einen Gastauftritt in der Serie Las Vegas. Von 2008 bis 2012 wirkte er in der Serie One Tree Hill in der Rolle des James Lucas Scott mit. Von 2012 bis 2014 spielte Brundage in der Serie See Dad Run die Rolle des Joe Hobbs. In der Zeichentrickserie Einstein Pals lieh er dem Charakter „Pablo“ seine Stimme.

## Filmografie
- 2006: Lime Salted Love
- 2007: Las Vegas (Fernsehserie, Folge: „Adventures in the Skin Trade“)
- 2008–2012: One Tree Hill (Fernsehserie, 95 Folgen)
- 2010: Navy CIS (NCIS, Fernsehserie, Folge: „Kalte Spuren“)
- 2011: Einstein Pals (Stimme)
- 2012–2015: See Dad Run (Fernsehserie, 55 Folgen)
- 2015: Harveys schnabelhafte Abenteuer (Harvey Beaks, Fernsehserie, 10 Folgen, Stimme)